# فيليب مور
فيليب مور (بالإنجليزية: Philip Moore)‏ هو عازف الأرغن وملحن بريطاني، ولد في 30 سبتمبر 1943.